# 上张乡
上张乡是中国浙江省仙居县所辖的一个镇。面积102.16平方千米，人口1.32万人。邮编：317311。

## 历史沿革
1949年设上张乡，1958年建公社，1984年改乡。

## 行政区划
乡政府驻上张村。

下辖32个行政村：上张、米坑、坦头、田垟陈、大张、四岙湾、汤口、邵弄、马安山、善音、姚岸、滕山、六亩田、方山、央弄、上林、西塘、朱思岙、对岙、潘山、杨柳下、树岙、滕庄、奶吾坑、竹园下、徐坪、碏下、东溪、茶园、里屋、太如平、苗辽。